# 泰皮卡瓦山
14°53′07″S 72°27′01″W / 14.88528°S 72.45028°W
泰皮卡瓦山（Taypi Q'awa），是秘魯的山峰，位於該國南部阿雷基帕大區，由拉烏尼翁省的普伊卡區負責管轄，屬於萬索山脈的一部分，海拔高度5,000米。